# Giovanni Agnelli

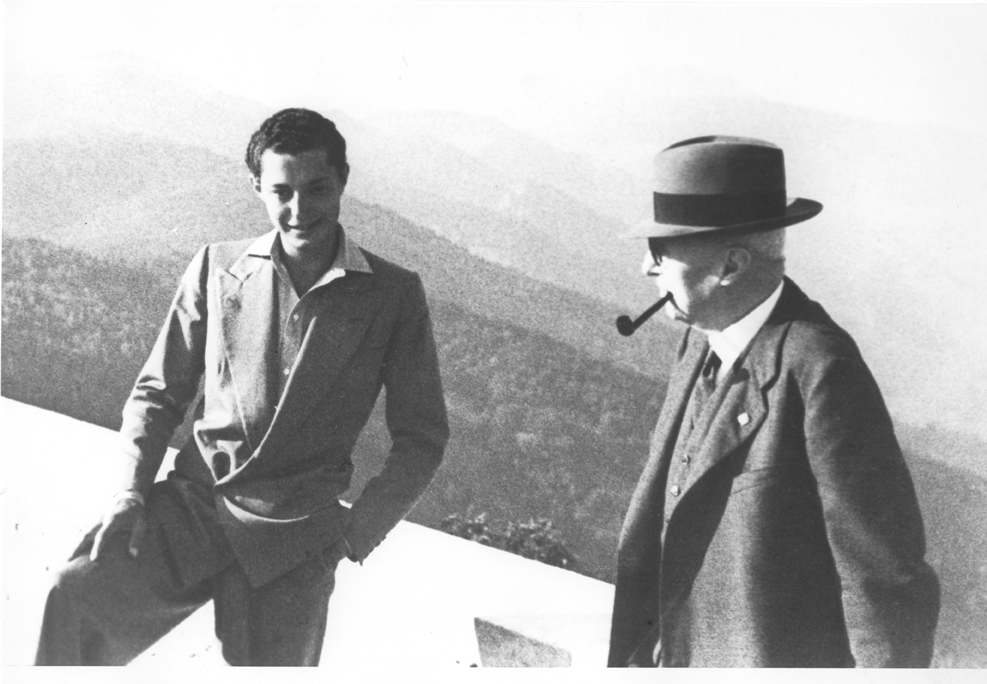
Giovanni Agnelli és unokája, Gianni Agnelli (balra), 1940-ben.

Giovanni Agnelli (Villar Perosa 1866. augusztus 13. – Torino 1945. december 16.) olasz üzletember, a Fiat autógyár alapítója ( 1899)

## Korai évek
Edoardo Agnelli és Aniceta Frisetti fia a Piemont régióhoz tartozó Villar Perosaban született. A Pinerolo közeli kisváros jelenleg is otthona és temetkező helye az Agnelli családnak. Apja Villar Perosa polgármestere, már 40 évesen elhunyt, amikor Giovanni még csak 5 éves volt. A Turini Collegio San Giuseppe-n tanult, majd katonai pályára lépett. 1893-ban visszatért Villar Perosaba, ahol apja nyomdokaiba lépve 1895-ben polgármesterré választották, mely tisztséget egészen haláláig be is töltötte. Agnelli tudomást szerzett egy nem ló vontatta járműről, melyben felhasználva üzleti érzékét és mérnöki tudását azonnal meglátta a lehetőséget. 1899-ben találkozott Emanuele Bricherasio di Cacheranóval, Torino grófjával, aki befektetőket keresett a ló nélküli jármű tervezéséhez és Agnelli meglátta a lehetőséget.

## Üzleti karrier
Tagja volt az 1899. július elsején Fabbrica Italiana di Automobili Torino-t megalapító csoportnak, mely később a Fiat nevet viselte. Mindössze 400 dollárt fizetett a részesedéséért 1899-ben, ma milliárdokat ér. Egy évvel később az új vállalat vezérigazgatója, majd 1920-tól elnöke lett. Az első Fiat üzem 35 tagú személyzettel 24 autót készített. A mérnöki személyzet tehetsége és kreativitása a kezdetektől fogva nyilvánvaló volt. 1903-ban a Fiat már egy kis hasznot termelt és 135 autót gyártott, melyet 1906-ban 1149-re növelt. A vállalatot ezután bevezették a Milánói Tőzsdére. Agnelli botrányokat és munkásaival kapcsolatos problémákat legyőzve a részvények felvásárlásába kezdett. Az első világháború után a 30. helyről a 3. pozícióba ugrott az olasz iparvállalatok listáján. Az első Ford gyár négy évvel a Fiat megalapítása után indult be, melyet Agnelli több ízben meglátogatott. Az ott megfigyelt eljárásokat számos alkalommal alkalmazta saját üzemeiben. 1923-ban szenátornak jelölték, melyen kívül a két világháború között még számos magas rangú pozíciót töltött be. Agnelli azonban továbbra sem hanyagolta a vállalatot és a FIAT márkát bevezette a nemzetközi piacra. A második világháború kezdetekor még aktív szerepet vállalt a cég életében, azonban 1945-ben, nem sokkal a háború vége után 79 évesen elhunyt.